# Sima (Gönc)
Sima es un pueblo húngaro perteneciente al distrito de Gönc, condado de Borsod-Abaúj-Zemplén.

## Superficie
Cuenta con una superficie de 4,88 km².

## Demografía
Hasta 2024 la población era de 32 habitantes, con una densidad de población de 6,55 hab/km².
| Gráfica de evolución demográfica de Sima entre 2020 y 2024 |
|                                                            |
| Datos según la Oficina Central de Estadística de Hungría.  |